# Hemosiderina
L'hemosiderina és un ferro-complex d'emmagatzematge. Es troba sempre dins de les cèl·lules i sembla un complex de ferritina, ferritina desnaturalitzada i altres materials. El ferro que es troba en els dipòsits d'hemosiderina és molt poc disponible per al subministrament de ferro quan és necessari.
Es produeixen diverses malalties degut al dipòsit de grans quantitats d'hemosiderina en els teixits, tot i que aquests dipòsits sovint no causen símptomes, que poden conduir a un dany de l'òrgan.
L'hemosiderina es troba més comunament en els macròfags i és especialment abundant en situacions posteriors a l'hemorràgia, el que suggereix que la seva formació pot estar relacionada amb la fagocitosi dels glòbuls vermells i d'hemoglobina. L'hemosiderina es pot acumular en diferents òrgans segons les malalties.
El ferro és necessari per moltes de les reaccions químiques (reaccions d'oxidació-reducció) al cos, però és tòxic quan no està degudament emmagatzemat. S'han desenvolupat, molts mètodes d'emmagatzematge de ferro.

## Malalties associades
- Hemosiderosi